# Європейська система інформації та авторизації подорожей
Європейська система інформації та авторизації подорожей (ETIAS) — це вимога до в'їзду, запроваджена з боку ЄС для громадян, які подорожують на підставі безвізу до Шенгенської зони та Кіпру.
ETIAS схожа на інші електронні дозволи на поїздки, як-от ESTA у США, системи в Австралії, Канаді та Новій Зеландії і заплановані до впровадження у Великій Британії.
ETIAS має запрацювати у 2025 році. Після запуску системи діятимуть перехідний та пільговий періоди тривалістю по шість місяців кожний.

## Історія
Ідея електронної системи авторизації подорожей була вперше запропонована Європейською Комісією у 2016 році. ETIAS була офіційно створена Регламентом (ЄС) 2018/1240 Європейського Парламенту та Ради ЄС від 12 вересня 2018 року.

## Географічна сфера застосування

### Європейські країни, що вимагають дозвіл ETIAS
30 європейських країн будуть вимагати від мандрівників, які користуються безвізовим режимом, отримати дозвіл на подорож ETIAS. Це такі країни:
- Австрія
- Бельгія
- Болгарія
- Греція
- Данія
- Естонія
- Ісландія
- Іспанія
- Італія
- Кіпр
- Латвія
- Литва
- Ліхтенштейн
- Люксембург
- Мальта
- Нідерланди
- Німеччина
- Норвегія
- Польща
- Португалія
- Румунія
- Словаччина
- Словенія
- Угорщина
- Фінляндія
- Франція
- Хорватія
- Чехія
- Швейцарія
- Швеція

### Громадяни країн, які мають право користуватися системою
Громадяни країн, що не є членами ЄС і користуються безвізовим режимом, повинні подати заяву на отримання дозволу на подорож ETIAS. Це такі країни:
- Австралія
- Албанія
- Антигуа і Барбуда
- Аргентина
- Багамські острови
- Барбадос
- Боснія і Герцеговина
- Бразилія
- Бруней
- Велика Британія
- Венесуела
- Гватемала
- Гондурас
- Гонконг
- Гренада
- Грузія
- Домініка
- Ізраїль
- Канада
- Кірибаті
- Колумбія
- Коста-Рика
- Маврикій
- Макао
- Малайзія
- Маршаллові острови
- Мексика
- Мікронезія
- Молдова
- Нікарагуа
- Нова Зеландія
- Об'єднані Арабські Емірати
- Палау
- Панама
- Парагвай
- Перу
- Південна Корея
- Північна Македонія
- Сальвадор
- Самоа
- Сейшельські острови
- Сент-Вінсент і Гренадини
- Сент-Кітс і Невіс
- Сент-Люсія
- Сербія
- Сингапур
- Соломонові острови
- США
- Тайвань
- Тимор-Лешті
- Тонга
- Тринідад і Тобаго
- Тувалу
- Україна
- Уругвай
- Чилі
- Чорногорія
- Японія

## Подання заявки для отримання дозволу ETIAS
Безвізові мандрівники повинні будуть подати онлайн-запит на сайті ETIAS або в мобільному додатку. Подання запиту для отримання дозволу на подорож ETIAS коштує 7 євро. Заявники молодше 18 років або старше 70 років звільняються від оплати. Члени сім'ї громадян ЄС або осіб, які не є громадянами ЄС, але мають право вільно пересуватися територією Європейського Союзу, також звільняються від сплати збору за подання заявки.
Більшість заявок ETIAS мають оброблятися за кілька хвилин. У деяких випадках процес може тривати до 14 днів, якщо заявника попросять надати додаткову інформацію або документи на підтримку своєї заявки, або до 30 днів, якщо його запросять на співбесіду. Дозвіл на подорож ETIAS буде прив'язаний до паспорта того, хто подорожує. Дозвіл діє до 3 років або до закінчення терміну дії паспорта, зазначеного в заявці, залежно від того, що настане раніше. Якщо мандрівник отримує новий паспорт, йому потрібно буде отримати новий дозвіл на подорож ETIAS.
Маючи дійсний дозвіл на подорож ETIAS, безвізові мандрівники можуть в'їжджати на територію 30 європейських країн так часто, як вони хочуть, для короткострокового перебування — зазвичай до 90 днів протягом 180-денного періоду. Однак це не гарантує можливість в'їзду. Після прибуття на кордон прикордонник попросить пред'явити паспорт та інші документи і перевірить, чи відповідають вони умовам в'їзду, визначеним у Шенгенському кодексі про кордони.
Заявники матимуть право подати апеляцію у разі відмови у видачі, відкликання чи ануляції дозволу ETIAS. Апеляції розглядатимуться відповідними органами європейських країн, що вимагають дозвіл ETIAS. ЄС застеріг мандрівників від використання неофіційних сайтів ETIAS, заявивши, що, хоча деякі з них управляються справжніми компаніями, інші можуть діяти нечесно.